# Martine Duvivier
Martine Duvivier (verheiratete Jacquemin; * 4. Januar 1953 in Curgies) ist eine ehemalige französische Mittelstreckenläuferin und Sprinterin.
Bei den Olympischen Spielen 1972 in München wurde sie Vierte in der 4-mal-400-Meter-Staffel und schied über 800 m im Vorlauf aus.
1978 scheiterte sie bei den Leichtathletik-Europameisterschaften in Prag in der ersten Runde der 4-mal-400-Meter-Staffel.
1972 und 1973 wurde sie Französische Meisterin über 800 m.

## Persönliche Bestzeiten
- 400 m: 53,3 s, 1978
- 800 m: 2:02,0 min, 9. August 1972, Warschau